# Iàkovlev (empresa)

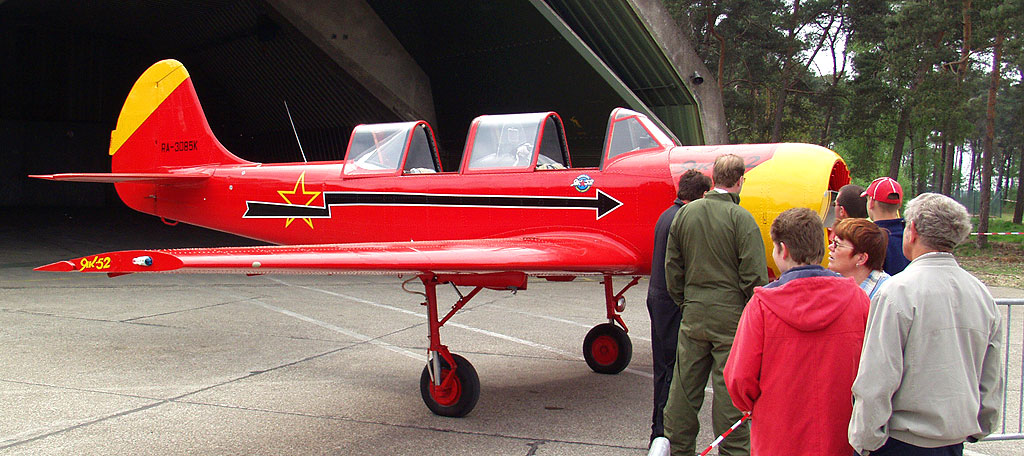
Iàkovlev Iak-52

L'Oficina Tècnica Experimental Iàkovlev (Опытно-конструкторское бюро им. А. С. Яковлева) és una empresa russa de disseny i fabricació d'avions.

## Descripció general
L'oficina tècnica va ser formada en 1934 sota el comandament d'Aleksandr Iàkovlev com a OKB-115, però el seu naixement es considera el 12 de maig de 1927, ja que aquest va ser el dia que es va realitzar el primer vol de l'avió AIR-1, desenvolupat sota la supervisió d'A. S. Iàkovlev. Durant la Segona Guerra Mundial Iàkovlev va dissenyar i va produir una famosa línia d'avions de caça. El març de 1989 es va integrar en Yak Aviation Company juntament amb Smolensk Aviation Plant Joint Stock, però ambdues companyies van continuar operant de manera separada. Després de la seva privatització es va convertir en Yak Aircraft Corporation. El febrer de 2006 el govern rus va realitzar la fusió de l'empresa amb Mikoian, Iliuixin, Irkut, Sukhoi i Túpolev com una nova companyia anomenada United Aircraft Building Corporation.

## Models[2]
- AIR-1
- AIR-2
- AIR-3
- AIR-4
- AIR-5
- AIR-6 (1931)
- AIR-17
- UT-2 (AIR-10, Ja-20): entrenador de 2 seients (1935)
- UT-1 (AIR-14): entrenador d'1 seient (1936)
- OKO-1 (1937)
- Iak-1: caça SGM (1940)
- Iak-2: bombarder SGM (1940)
- Iak-4: bombarder SGM, Iak-2 millorat (1940)
- Iak-5: caça SGM, prototip, Yak-1 millorat (1941)
- Yak-6: transport (1942)
- Iak-7: entrenador de 2 seients i caça d'1 seient SGM, Iak-1 millorat (1942)
- Iak-3: caça SGM, Iak-1 millorat (1943)
- Iak-8: transport, Iak-6 millorat (1944)
- Iak-9 Frank: caça SGM, Iak-1 millorat (1944)
- Iak-10: enllaç
- Iak-15/17 'Feather': primer caça de reacció soviètic (1946)
- EG: helicòpter experimental (1947)
- Iak-12 'Creek': avió d'enllaç, propòsit general
- Iak-13: Iak-10 millorat, només prototip
- Iak-18 'Max': entrenador variant del UT-2 (1947)
- Iak-19: prototip caça de reacció (1947)
- Iak-23 'Flora': caça desenvolupat a partir del Iak-15/17 (1947)
- Iak-25: prototip de caça, designació reutilitzada (1947)
- Iak-11 'Moose': Entrenador (1948)
- Iak-16 'Cork': transport lleuger (1948)
- Iak-30: prototip d'interceptor, designació reutilitzada (1948)
- Iak-100: helicòpter de propòsit general (1949)
- Iak-50: prototip de caça, designació reutilitzada (1949)
- Iak-24 'Horse': helicòpter de transport (1952)
- Iak-25 'Flashlight': interceptor (1952)
- Iak-25RV 'Mandrake': reconeixement
- Iak-26: bombarder tàctic
- Iak-27 'Mangrove': reconeixement (1957)
- Iak-28 'Brewer': bombarder multi-rol (1959)
- Iak-28P 'Firebar': interceptor
- Iak-28O 'Maestro': entrenador
- Iak-30: entrenador
- Iak-32: entrenador, versió monoplaça del Iak-30
- Iak-36 'Freehand': jet VTOL de demostració (1963)
- Iak-40 'Codling': avió comercial de passatgers (1966)
- Iak-38 'Forger: l'únic caça V/STOL embarcat de bloc soviètic (1971)
- Iak-41 'Freestyle': suposada versió de producció del Iak-141
- Iak-42 'Clobber': avió comercial de passatgers (1975)
- Iak-43: millora projectada del Iak-41
- Iak-44: versió d'alerta primerenca embarcable